# Italienaren
Italienaren är Sven Olov Karlssons debutroman, utgiven 2003.

## Handling
Karl-Erik "Italienaren" Andersson får vid ett läkarbesök veta att han är cancersjuk. Familjen börjar sakta men säkert förstå hur det är ställt med fadern. Sonen Peter känner hur han axlar bördan av förväntningar om att ta över lantbruket, något han inte vill.

## Karaktärer (urval)
- Karl-Erik "Italienaren" Andersson, bokens protagonist. En cancersjuk lantbrukare och bilmekaniker. Har fått sitt smeknamn efter sitt "italienska" utseende.
- Peter Andersson, sonen i familjen.
- Sören, familjens andra son.

## Utgåvor
Italienaren har utkommit i tre olika utgåvor: inbunden, pocket och som e-bok, alla utgivna 2003 på Natur & Kultur.

## Mottagande
Italienaren mottog goda recensioner. Svenska Dagbladet berömde Karlssons berättande, men påpekade samtidigt att densamme kunde utnyttja språkets melodiska egenskaper bättre. Dagensbok.com kallade romanen för en "imponerande debut". Dagens Nyheter beskrev romanen som en "ömsint, vacker bok".

## Övrigt
Italienaren är en delvis självbiografisk roman som från början skrevs för att bearbeta känslorna efter faderns sjukdom och död. Angående det självbiografiska innehållet sade dock Karlsson att "Jag öste på med sanningar och lögner och våldsamma överdrifter och rent hittepå, långt bortom vad som kan kallas självbiografiskt.".
Boken sålde bra och låg på tionde plats på Svensk bokhandels försäljningslista för april 2003.